# مارگارت هلن بارنارد
مارگارت هلن بارنارد (۱۸۹۸–۱۹۹۲) نقاش و طراح و همچنین هنرمند لینولئوم بود.
پدر بارنارد در نیروی پلیس هند در بنگال خدمت می‌کرد و بارنارد در همان‌جا به دنیا آمد. در ۷ سالگی برای تحصیل به بریتانیا بازگشت و در دبیرستان باث و سنت لئونارد فایف تحصیلات خود را آغاز نمود.
بارنارد از سال ۱۹۱۷ تا ۱۹۲۳ میلادی در مدرسه هنر گلاسکو تحصیل نمود. سپس به لندن نقل مکان کرد و همراه هنرمند معاصر خود، سیبل اندروز در مدرسه هنر مدرن گروسونور، زیر نظر کلود فلایت به یادگیری هنر پرداخت.
در سال ۱۹۲۴ با رابرت جورج سانگ مکچنی هنرمند (۱۸۹۴–۱۹۷۵) ازدواج کرد وهر دو از تأثیر گذاران هنر در عصر خویش شدند. رابرت در سال ۱۹۲۷ به گروه هنری بریتانیایی هفت و پنج جامعه پیوست.
بارنارد و همسرش رابرت چندین سال در ایتالیا زندگی کردند و بعداً به چاودار نقل مکان کردند.
بارنارد در طول جنگ جهانی دوم، راننده آمبولانس بود، و همزمان به پرورش خرگوش نیز می‌پرداخت. او نقاشی را پس از پایان جنگ از سر گرفت و تا زمان مرگش به برگزاری نمایشگاه در آکادمی سلطنتی ادامه داد.
در سال ۱۹۹۰ او از آثار خود و همسرش، مانند مجموعه شخصی آنها از آثار دیگر هنرمندان، را به گالری هنری چاودار اهداکرد.
آثاری همچون نودمین تولد، قایق در خلیج، برج ساعت، درمان خماری بعد از غذا، پاروزنان، در آغوش گرفتن، دختر و روباه، اسب روی کوه، جزیره و طوفان، دریاچه آسنیت در عصر، ماهیگیری در شب، در ساحل، صخره صورتی دریاچه توریدون، رابرت سانگ مکچنی، صخره‌ها و امواج، آووکادو و لیمو، گلدان، جلبک دریایی درهم، تمپوس، خلیج سالرنو، طلسم، کاخ سفید در آفتاب، چند ابر سفید، صخره سفید ساترلند، اشیا ساحلی وینچلسی، زنان در حال دوخت کفن و چندین طراحی از پرتره‌های مختلف زن و مرد هم‌اکنون در گالری هنری چاودار نگهداری می‌گردند.
بارنارد در سال ۱۹۹۲ درگذشت.